# Panský mlýn (Litomyšl)
Panský mlýn v Litomyšli stával na jižním okraji dnešního Komenského náměstí na řece Loučná.

## Historie
Středověký mlýn se svojí unikátní věží tvořil jednu z dominant města. Byl připomínán poprvé již ve 14. století, nacházel se blízko městských hradeb. Objevuje se na dobových modelech města i vedutách. V souvislosti s četnými požáry byl několikrát těžce poškozen a přestavován. V poslední dochované podobě existoval z 18. století.
V roce 1903 byl v souvislosti s rozvojem města a potřebou výstavby nové školy nejprve odkoupen městem Litomyšl a o dva roky později nakonec stržen. Na jeho místě vyrostla Vyšší dívčí škola. 